# Першопоштовх
Першопоштовх (першорушій) — поняття, яким позначають роль божественої сили як вихідної причини й джерела руху матерії.

Центральне поняття космології Аристотеля. Його вчення про першорушій є виділенням «рушійної причини» стосовно космосу в цілому і до метафізичних питань зокрема. За допомогою поняття «першорушій» Аристотель прагнув обґрунтувати вічність світу і доцільність природи.

Поняття першорушія постулюється в зв'язку з аналізом процесу руху: позаяк усе, що «рушійне-рухоме» (це поняття грецькою мовою містить в собі обидва значення) рухоме чимось, а нескінченна послідовність рушійно-рухомого неможлива, то виникає необхідність в існуванні «першого рушійного», самого по собі абсолютно нерухомого.
У «Метафізиці» першорушій виступає в ролі трансцендентного «Бога» і ціннісного «початку», від якого «залежать всесвіт і природа». Він і є та «дійсність», необхідно передбачувана переходом від потенції (можливості) до акта (дії), в цьому випадку — загальносвітовим становленням і рухом, і перетворює матерію в ентелехійний космос. Як енергія і чиста форма (ейдос) він не має будь-якої потенційності і матеріальності і тому є розум (ноос), а оскільки нематеріальність передбачає у нього відсутність «частин» і виключає для нього будь-яку множинність, то він може мислити тільки самого себе і в цьому самомисленні і складається його вічне і блаженне життя. Оскільки зв'язок між безтілесним «першим рушієм» і тілесним «першим рухомим» неможлива, то він «рухає як об'єкт любовного потягу», до якого все прагне як до кінцевої мети і вищого блага.